# Kine Hellebust
Kine Hellebust, född Anne Katrine Hellebust den 15 december 1954, är en norsk skådespelerska, sångerska och författare.
Hellebust var medlem av Tramteatret 1978–1984 och deltog i gruppens tv-filmer, scenuppträdanden och skivinspelningar. Hon gjorde sig särskilt bemärkt som den misslyckade skurken Randi i tv-filmerna om Pelle Parafins Bøljeband. Hon var 1984–1987 engagerad vid Hålogaland Teater, där hon spelade i en varierad repertoar.
Som sångerska har Hellebust bland annat gett ut musikalbumet – fra innsida tillsammans med Anders Rogg (1984), och hon fick stor framgång med sången "Det hainnle om å leve" från den skivan.
Hellebust har även utmärkt sig i revygrupperna Lattergalen och A/S Dameteater og Søn, och i underhållningsprogram i norsk tv.

## Diskografi
Album
- 1984 – – fra innsida (med Anders Rogg)
- 1987 – Mot yttersida (med Anders Rogg)
- 1993 – Samme jord
- 1993 – Kom rekk meg handa
- 1997 – Det hainnle om å leve - mellom anna
- 2001 – 15 salmar og 1 song. Kine Hellebust syng Elias Blix

Singlar
- 1985 – "Drømmen Om Rana"
- 1990 – "Netter I Romania (Aksjon Verktøy For Det Frie Ord)" (med Valeriu Sterian, Åge Aleksandersen, Øivind Elgenes och Steinar Albrigtsen)

## Utmärkelser
- 1981: Leif Justers ærespris[1][2][3]
- 1995: Jens Book-Jenssens pris[4][2]
- 1996: Nordisk Grafisk Unions kulturpris[2]
- 1999: Gammleng-prisen[2][5]
- 1999: Blixpriset[3]
- 2014: Petter Dass-medaljen[6][7]